# 安东宁·德沃夏克
安东宁·利奥波德·德沃扎克（捷克語：Antonín Leopold Dvořák，1841年9月8日—1904年5月1日），捷克民族乐派作曲家。其追随着浪漫主义时期民族主义者的典范贝多伊齐·斯美塔那，德沃扎克经常在他的作品中使用摩拉維亞和他的故乡波希米亚（当时属于奥匈帝国，现属捷克）的民谣音乐的旋律及其他方面。德沃夏克自己的风格经常被描述为“吸收了民歌的影响并找到有效的方式利用它们，用交响乐的传统最完满的再现了一个民族的特色”。其代表作有第9号交响曲《新世界》、大提琴协奏曲、《斯拉夫舞曲》、歌剧《露莎卡》。他被认为“可能是他那个时代創作最為全面的作曲家”。其成名的音樂家弟子包括了同時是女婿的蘇克和軍樂作曲家伏契克等.

## 生平

### 出生和年轻时代

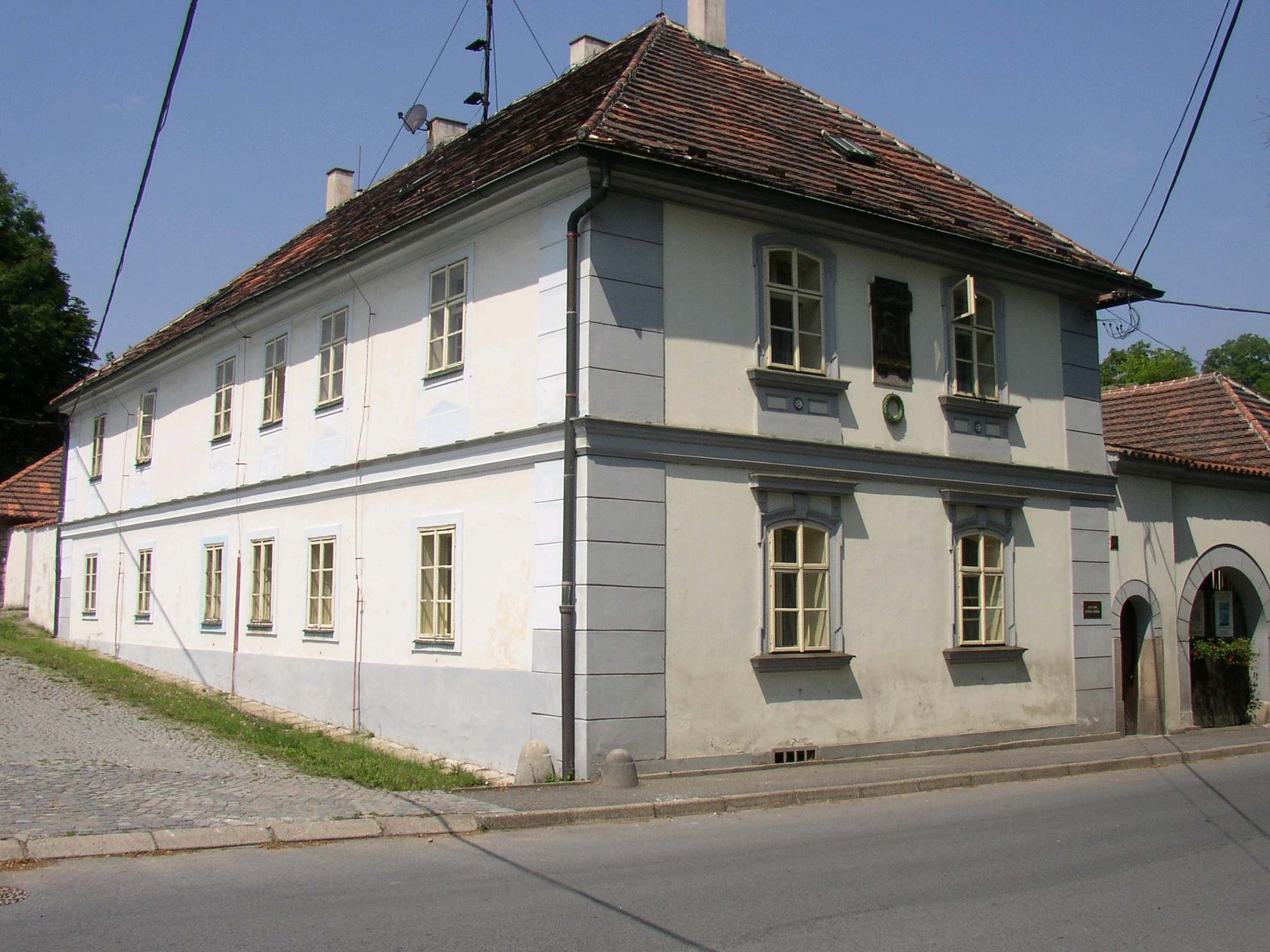
德沃夏克出生地

德沃夏克出生在布拉格（当时属于奥匈帝国，现属于捷克）附近的內拉霍奇夫斯镇鎮上一處位於伏尔塔瓦河岸旁的磨房内，他的父亲František Dvořák经营祖传的客栈和肉店。他的母亲Anna Zdeňková是一名货物看守的女儿。安东尼是他们第一个儿子，安东尼总共有八个弟弟。
他6岁的时候在內拉霍奇夫斯上小学，在那裏他第一次上小提琴课。1853年他迁往兹洛尼采学习德语，這個時候他已經受過基礎的音樂訓練。当时德语是波希米亚的生存之本。在那裏他跟随教堂唱诗班领唱安東寧·李曼（Antonín Liehmann）学习钢琴和管风琴。在此期间，他有时演奏管风琴补贴家计。他还在他老师的乐队中演奏，并且开始作曲。這個時期的德沃夏克還学习了屠宰技术，在1856年11月取得了屠夫學徒的能力證書:13f.：
任職兹洛尼采鎮屠夫理事工會（文末署名），茲證明生於1841年9月8日，信奉羅馬天主教，來自內拉霍奇夫斯鎮之安东宁·德沃夏克，於1854年始習學徒之職，5個月後，即該年11月1日起，領工會基金為期兩年。⋯⋯工會理事長代表諸理事頒發結業證明一紙。該學徒結業書證明安东宁·德沃夏克君有資格從事屠夫一行⋯⋯
1856年秋德沃夏克去了捷克卡梅尼采，据推测他是为了进修德语，并且准备到德语教学的布拉格管风琴学校上课。1857年10月他上了两年的管风琴学校，也在一所普通学校上过学，还作为中提琴手在一年登台两次的Cäcilien协会乐队中演出。

### 職業生涯
职业音乐家的第一步
德沃夏克本想谋一个管风琴师的职位，但失败了。1859年夏天开始，他離開了管風琴學校，在卡爾·科姆札克的乐团裏面当中提琴手，在咖啡馆，或是公众场合演奏乐曲集锦，序曲和舞曲。德沃夏克这样过了十一年，其间没有发表作品。从这段时间流传下来的作品判断，他是自学的作曲，而且可以说是按部就班的，从开始的莫扎特，经门德尔松和舒曼直到1870年代末的瓦格纳。刚开始他的重点是弦乐四重奏，留有一首A大調弦樂四重奏（1862年）:18。
1862年起，科姆札克的乐队在新开的布拉格临时剧院（Prozatímní divadlo）登台，约在1865年升级为歌剧乐团，每週約有二至三場演出:18。1864年是他第3次，也是最後一次被軍隊拒絕入伍。1865年起，德沃夏克除在乐队的工作外，还开始在剧院教授钢琴。他的女学生有潔瑪科娃（Čermáková）姊妹。当时，德沃夏克爱上了17岁的約瑟芬，甚至為她作了歌曲集《絲柏樹》（Cypresses），可惜兩人未成眷属。当时11岁的妹妹安娜，却在8年后即1873年11月17日与德沃夏克成婚。此外，這年他還完成了第1號交響曲《兹洛尼采之鐘》（Zlonické zvony），德弗札克在2月至3月間完成了作品，這是一首同時具備作曲家自身特色，又顯露出瓦格納影響的早期交響曲。
成名

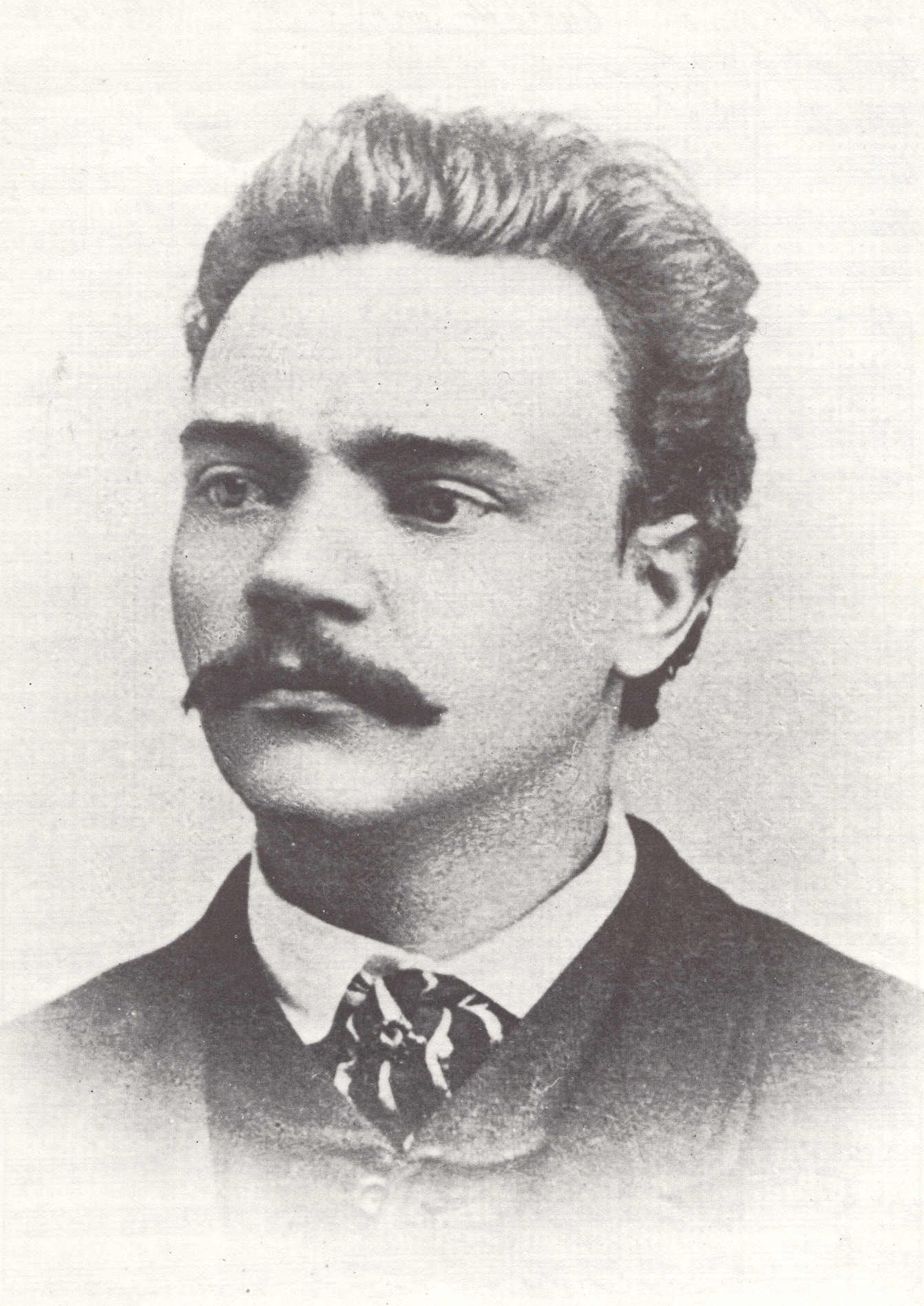
1868年的德弗札克

1870年5月至10月之間，德沃夏克写下第一部歌剧《阿尔弗雷德》（Alfred），德國詩人卡爾·庫那著剧本，講述撒克遜人和丹麥的戰爭，但《阿尔弗雷德》在德沃夏克生前都不曾获得上演机会，可以看作是一次练笔。另外，這一年他還完成了三首弦樂四重奏（B♭大調，D大調，E小調），但都沒有對外發表。第一部为观众所真正接受的作品是歌剧《国王与烧炭工》（Král a uhlíř），Bernhard J. Lobeský写的捷克语剧本。1873年临时剧院已经开始排演，但是不得不中断，据称原因是这部歌剧太难而不可能演唱。德沃夏克再次重新审视其曲风，并且抛弃了新德国学派的那一套重新作曲，1874年首演，结果是大获成功。
1871年7月時他辞去了乐队工作，只为了多点时间作曲。在1871年到1873年，他发表了歌剧，室内乐和为合唱和乐队而写的赞美诗《白色山的遗产》（Hymnus z dědicové Bílé hory），这些作品得到了热情的赞美与肯定。1873年的4月至7月間，完成了第3號交響曲，翌年3月30日首演。
1874年开始他开始到私立音乐学校授课，2月他得到了聖亞德伯（St. Adalbert）教堂的管风琴职位，年薪是126盾:31。在此位置上他一直工作到1877年。同時，開始創作第4號交響曲，在3月時完成。
蜚声国际
1874年到1877年间他都得到国家奖学金（1875的獎金是400盾）。為此，他提出了這樣的證明:31：
布拉格皇家首府市政廳茲證明，官方調查驗證安東寧·德弗札克君，生於1841年，已婚，育有一子，不具資產，除聖亞德伯教堂風琴師年薪126盾，以及私人音樂教師一職年薪60盾外，並無其他收入。—布拉格　1874年6月24日
爱德华·汉斯力克是这个奖学金评委会的成员，后来还有勃拉姆斯，后者成就了德沃夏克的决定性突破——通过與之友好的出版商西姆羅克，德沃夏克的二重唱合集《摩拉維亞之声》得以出版。同时，这也标志着两位大作曲家终身友谊的开始。1876年勃拉姆斯在信中這樣推薦德弗札克:35：
親愛的S：
過去數年擔任國家音樂基金會委員的機會中，我有幸接觸到布拉格的安東寧·德弗札克（Dworschak）之作品。今年他送審的作品中有一組給兩個女高音和鋼琴伴的二重唱，很適合出版。⋯⋯毫無疑問地，他才華橫溢，但是也近乎赤貧。我請求您考慮我以上的建議，這些二重奏的出版不會給您帶來太多麻煩，而且必定暢銷。順祝　大安
—J.Br.
1875年是豐收的一年，德弗札克完成了給弦樂團的《夜曲》（Nocturne）以及E大調小夜曲（作品22），室內樂方面有B♭大調鋼琴三重奏（作品21）、G大調弦樂五重奏、D大調鋼琴四重奏（作品23），另外還有第5號交響曲。女兒約瑟法（Josefa）在9月21日去世，德弗札克甚是哀痛，作了一首G小調鋼琴三重奏（作品26）寄情此事。
1877年2月，德弗札克離開了教堂管風琴師的工作，專注於作曲。8月13日，十月齡的女兒如珍納（Růžena）夭折，三歲的小兒子奧塔卡（Otakar）也在9月8日殞命。1878年5月14日，結識了约瑟夫·约阿希姆，大約在一年後開始寫作小提琴協奏曲，也尋求了這位著名小提琴家的建議:43。期間，與出版商西姆羅克產生嫌隙，德弗札克因此將自己的一些大型作品交由倫敦的諾維羅（Novello）出版。
1882年母親逝世於克拉德诺，作F小調鋼琴三重奏（作品65）誌念。
出国旅游
1884年3月，德沃夏克接受爱乐协会的邀请第一次前往伦敦。秋季他第二次訪問倫敦，9月11日傍晚指揮了第6號交響曲的演出，年輕的爱德华·埃尔加是樂團的第1小提琴演奏員之一:59。《鬼新娘》（露莎卡，根据捷克诗人卡雷尔·爱尔本的叙事诗写成，作於1884年）和《圣洁的鲁米那》（1885–6年）都是英國之行的委托之作（委託分別來自伯明翰和利兹）。
第一次伦敦之行后，德沃夏克到普日布拉姆旁的维索卡山（Vysoka）避暑，在那裏他可以充分远离城市享受大自然。1877年起他的公众露面停息，只接受少量的委托，修改旧作，写作歌剧《雅各宾派人》。1888年2月14日，在布拉格初識柴可夫斯基:78，兩位作曲家相處融洽。
1889年，獲得帝國政府頒發的鐵十字勳章，受邀在弗朗茨·约瑟夫一世御前演奏:81。1890年3月，德沃夏克应俄罗斯皇家音乐协会之邀到访莫斯科和圣彼得堡。在當地的演出非常成功，德弗札克在3月23日的信中提到：
我昨天在彼得格勒的音樂會，大獲成功。聽眾和樂團給予我非常熱誠的接待，交響曲（編按：第7號）每一個樂章後都報以熱烈的掌聲。《詼諧綺想曲》的演出之後，我必須不斷地出場鞠躬謝幕。俄國音樂協會主席安東·魯賓斯坦在歐洲旅館為我舉行慶功宴。它很簡單但熱情。魯賓斯坦和莱奥波德·奥尔向我這個新科音樂博士舉杯致意⋯⋯赫爾曼·拉若契優雅地向我舉杯，並說捷克雖是蕞爾小國，但在藝術領域占有一席之地，並希望年輕的俄國音樂家效法我的榜樣。
在再一次的伦敦之旅后他回到布拉格，在那裏他則是接受了卡尔斯大学荣誉博士头衔，1890年10月他成为布拉格音乐学院教授。他的學生包括苏克、尼德拔、诺瓦克、弗利摩與卡爾等人。憶及德弗札克的教學風格時，一位學生這樣說:88：
他會喜愛我們作品中的某一部分，初次看到它們時，他可能有正面的評語。但是不久之後，他會對同樣的段落產生不滿，要求我們作改變、改進或甚至重寫更好的段落代替。結果，許多原先認為已經完成的作品必須要重新來過，有時根本是另起爐灶。很可以想像，這種工作很辛苦，尤其是老師通常不會指出要怎樣改進，更少親自動手示範。這就是他最典型的教育方式：如果他發現（這經常會發生）有某一點他不同意，希望有不同或更好的寫法，他會強迫我們回頭思考，在我們找到更加的代替方式之前，他是不會放棄的。
1891年，完成了三首音樂會序曲作品：《在自然的國度》、《狂歡節》、《奧泰羅》。這三首序曲被合稱為「自然、生命、愛」，其中的主題及材料相同，但是以各自的形式發展。其中《奧泰羅》特別具有标题音乐的特性。同年春天，他收到來自維也納的電報，邀請他擔任美国国家音乐学院的院長職務。聘任建议是由慈善家珍妮特·瑟伯夫人提出的，她想把美国从欧洲音乐一统天下的局面中解放出来，并且树立美国自己的艺术偶像。在書信來往幾次後，德弗札克接受了為期兩年的邀請。
在新世界

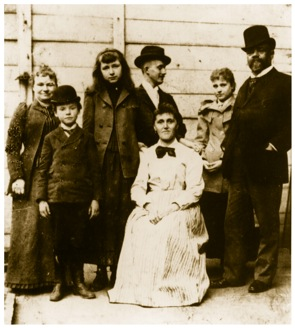
1893年德沃夏克一家和他的朋友在纽约。从左到右是：他的妻子安娜，儿子安东宁，莎蒂·西伯特，约瑟夫·科瓦里克，莎蒂·西伯特的母亲，女儿奥提莉，安东宁·德沃夏克

1892年9月26日，德沃夏克抵達纽约市履新，他的年薪为当时的15,000美元，这对德沃夏克的财政状况来说是非常具有吸引力的。他一天上課三小時，且每週與樂團排練兩次:100。10月21日，在卡内基大厅舉行抵美之後的首次演出，演出的是波士顿交响乐团。他也考虑了家庭团聚的问题，他的妻子，女儿Otilie和儿子Antonín陪同前往。其他四个孩子只在1893年夏天来美国。那时一家在愛荷華州的捷克移民村斯毕维里欢度美好时光。
瑟伯建议作曲家从美国诗人亨利·沃茲沃思·朗費羅的长诗《海华沙之歌》选取题材，写一部美国歌剧。這是一部描写印第安人的伟大诗篇。德沃夏克深深认同美国黑人和印第安人音乐应该是美国音乐的发展基石，认为通过它们将会找到美国音乐自己的风格。德沃夏克在纽约遇到了他后来的学生哈里·布雷——最早的美国黑人作曲家之一。他向德沃夏克介绍了美国黑人的传统灵歌。
德沃夏克在音乐学院的主要工作是作曲课，他的学生有鲁宾·高德马克。不過他漸漸發現，忙於教學行程之餘，自己的作曲時間愈來愈少。1893年5月，德沃夏克从《海華沙》中找到灵感，再结合自己对印第安人和美国黑人音乐的研究，最终为纽约爱乐乐团完成了很出名的作品：第9号交响曲《来自新大陆》。這個標題反映出作曲家對於故鄉的回顧。1893年12月16日，德沃夏克的朋友安东·塞德尔指挥纽约爱乐乐团在纽约著名的卡内基音乐厅首演了这部交响曲，获得热烈欢迎。他在纽约期間还写有《感恩赞》和第12號弦乐四重奏《美国》。从中可看到美国的音乐元素的渗入，例如五声音阶，一个降低的导音和切分音的应用等。1894年1月1日，《美國》四重奏在波士頓首演:118。
从美国归来
本来他的任期为两年，后来延長两年，可是1895年4月德沃夏克就回国了，原因可能是赞助人瑟伯经过一次经济危机后，财政情况急剧恶化，導致德沃夏克被多次拖欠薪水。德弗札克一家在4月16日程船離開紐約:121。
德沃夏克在维索卡山平静地度过了几个月，11月份再次到布拉格音乐学院上任。他曾打算过搬到维也纳，在那得到一个位置应该不成问题，但最后还是没有付诸现实。不過，在1896年2月16日，他和勃拉姆斯一起觀賞了由汉斯·里希特指揮的《新世界》交響曲維也納首演。之後，诞生了他最后一部弦乐四重奏（作品106）。
交响诗
1896年德沃夏克与绝对音乐划清界限。虽然他之前写过一些被称之为标题音乐的作品，如1889年的为钢琴而作的《诗意声乐画》，他称之为“标题音乐，但是是舒曼式的”，或是同年的Dumky三重奏（钢琴三重奏）。但现在他直接转向交响诗的创作。这是一种音乐体裁，在李斯特和瓦格纳的新德国学派裏，它是争论的焦点之一。
这一年之内他写了《露莎卡》、《午时女巫》和《金纺车》。这些作品都是根据爱尔本的叙事诗集《民謠故事花束》（Kytice）创作的。他用散文式的音乐告诉听众这些故事的情节。上述作品都在倫敦完成了首演。交響詩《野鸽》也是根據另一個愛爾本的民謠創作所寫的。下一年他还写了《英雄之歌》，虽然他并没有公开其大纲，但是他在一封信中却对之作了解释。

### 晚年

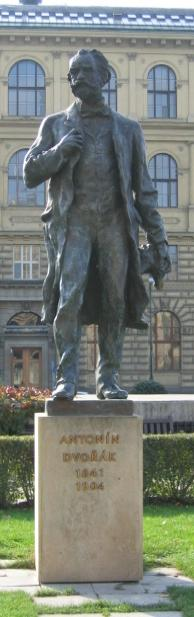
布拉格德沃夏克像

1897年4月2日，勃拉姆斯去世。德弗札克來到維也納，擔任葬禮的持火炬者:128。這之後，他遞補了勃拉姆斯在國家獎學金委員會的席位。這個安排使作曲家備感欣慰，他可以藉此協助年輕的作曲新秀，一如自己當年受到的幫助。1901年3月14日，獲選成為參議員，不過他在宣誓就職後卻從未參與會議:132。
此时的德沃夏克已经完成了其室内乐和管弦乐的创作。在他最后的岁月裏他只写歌剧：1898年《魔鬼与凯特》、1900年《露莎卡》和1902/3年的《阿米达》等。對此，在接受維也納《保皇報》（Die Reichwehr）的訪問時，他這樣詮釋自己的看法:135：
我視歌劇為國家最適合的音樂形式。這種音樂的聽眾群廣大；而當我寫作交響曲時，經常等待經年才得以首演。⋯⋯他們（編按：指出版商）連番問我為什麼不寫這個或那個作品，這些樂種（指室內樂）都不再吸引我了。
在《阿米达》於1904年3月25日首演的时候，德沃夏克因腿疼而不得不中途离开。几天后因為觀賞火車而感冒，只能在床上休息，這時醫生診斷他患有動脈硬化症:137。1904年5月1日，他在家人的陪伴下悄然离世，死因是中風，享壽62。在逝世的第四天，捷克為他舉行國葬。葬禮彌撒在布拉格聖薩爾瓦多教堂舉行，儀式中演奏了他的《安魂曲》當中的〈進堂詠〉，之後遺體安葬在弗塞瑟拉德公墓。

## 作品
德沃夏克的音乐是古典音乐与浪漫音乐结合民歌元素写成的。他的主要作品有九首交响曲（其中最著名的是第9号「新世界」交響曲，以及第8號交響曲），大提琴协奏曲，也有清唱剧，如《圣母悼歌》和《安魂曲》，大量室内乐，16首斯拉夫舞曲和歌剧《水仙女》。他的管弦樂作品以民族色彩強烈、音色燦爛多變著稱。
德沃夏克的作品有很多，无不呈现出捷克民族音乐特性。捷克作曲家斯美塔那将自己国家的民族面貌和民歌引入捷克音乐创作，如他的歌剧和《我的祖国》。德沃夏克将此传统发扬光大，带到高峰。他赞美當時乃是音樂界主流的華格納、布拉姆斯的音乐，但却不为其意识所影响。

## 軼事與其他
- 德沃夏克的嗜好是養鴿和火車。曾有一次，他差遣蘇克去車站記下特快車的車頭號碼，學生帶回的卻是運煤車的號碼。德沃夏克不禁諷刺道：「我怎麼會把自己的女兒嫁給你！」[3]:93在紐約時，由於中央車站只允許持票旅客進入月台，德沃夏克沒有辦法繼續自己的火車頭愛好，於是他選擇搭乘高架火車，為的是可以欣賞從芝加哥、波士頓等主要城市前來的特快車[3]:103。
- 1980年的電影《Concert at the End of Summer（英语：Concert at the End of Summer）》描述德沃夏克的生平，由Josef Vinklář（英语：Josef Vinklář）飾演德沃夏克[8]。2012年的電視劇The American Letters（英语：The American Letters）為他的愛情史為主，由Hynek Čermák（捷克语）飾演德沃夏克[9]。
- 小行星2055 Dvořák是由盧波什·科胡特克發現，用德沃夏克來命名[10]。
- 美國教育心理學家暨德沃夏克鍵盤共同發明者奥古斯特·德沃夏克（August Dvorak）是安东宁·德沃夏克的遠親。
- 2005年《最偉大的捷克人》（Největší Čech）投票中，德沃夏克排名第八[11]。

### 書籍
- Clapham, John. . London: David and Charles. 1979. ISBN 0-393-01204-2.
- Taruskin, Richard. . Oxford: Oxford University Press. 2010. ISBN 978-019-538483-3.

## 延伸閱讀

### 传记
- O. Šourek: Antonín Dvořák, Prag 1922
- V. Kafková – M. Příhod: Antonín Dvořák, Prag 1961
- J. Burghauser: Antonín Dvořák, Prag 1986